# Як посварився Іван Іванович з Іваном Никифоровичем (фільм, 1941)
Як посварився Іван Іванович з Іваном Никифоровичем — російський радянський фільм 1941 року. Екранізація повісті Миколи Гоголя. Назву було переінакшено: В письменника твір має назву «Повість про те, як посварився Іван Іванович з Іваном Никифоровичем», а фільм «Як посварився Іван Іванович з Іваном Никифоровичем».

## Сюжет
Двоє найкращих друзів Миргорода посварилися через рушницю. Згодом подали один на одного до суду. Їхні спільні друзі намагаються їх помирити.

## У ролях
- Володимир Попов — Іван Іванович Перерепенко
- Сергій Блинников — Іван Никифорович Довгочхун
- Володимир Владиславський — суддя повітового суду Дем'ян Дем'янович
- Осип Абдулов — городничий Петро Федорович
- Федір Куріхін — Антон Прокопович Пупоуз (Голопузя)
- Фаїна Раневська — Горпина, кріпачка Івана Никифоровича
- Іван Лагутін — секретар у суді Тарас Тихонович
- Кларина Фролова-Воронцова — подруга Івана Никифоровича Агафія Федосіївна
- Надія Березовська — Гапка, ключниця Івана Івановича
- Іван Любезнов — писар
- Михайло Поволоцький — Макар Назарович
- Іона Бій-Бродський — підсудок
- Марія Барабанова — Оришка, служанка в суді
- Олексій Консовський — Микола Гоголь[3]